# 合柄铁线莲
合柄铁线莲（学名：Clematis connata），为毛茛科铁线莲属下的一个植物种。